# Bélgica nos Jogos Olímpicos de Verão de 1948
A Bélgica participou dos Jogos Olímpicos de Verão de 1936 em Londres, Inglaterra.